# L'orchestra stonata
L'orchestra stonata (En fanfare) è un film del 2024 diretto da Emmanuel Courcol.

## Trama
Thibaut, direttore d'orchestra di fama mondiale residente a Meudon, crolla durante una prova. Gli viene diagnosticata una leucemia fulminante e comincia dunque la ricerca di un donatore di midollo all'interno della famiglia, finché un test del DNA non gli rivela di essere stato adottato. Scopre così di avere un fratello biologico più piccolo, Jimmy, che vive nella città natale della madre, nel nord della Francia.
Rappresentando la sua migliore speranza di ottenere un trapianto, Thibaut decide di andarlo a conoscere. Jimmy è il suo esatto contrario, un modesto impiegato della mensa scolastica, ma ad unirli sarà il loro amore per la musica e una fortunata coincidenza: Jimmy fa infatti parte della banda municipale, dove suona il trombone. La banda, impegnata in una competizione, ha appena perso il suo direttore, fornendo quindi un'opportunità a Thibaut.

## Distribuzione
Il film è stato presentato in anteprima il 19 maggio 2024 nella sezione Cannes Première del 77º Festival di Cannes, venendo distribuito nelle sale cinematografiche francesi a partire dal 27 novembre 2024, mentre in quelle italiane dalla Movies Inspired a partire dal 5 dicembre seguente.

## Accoglienza

### Incassi
Il film è stato un successo al botteghino, richiamando oltre 2 milioni e mezzo di spettatori nella Francia, incassandovi l'equivalente di 16,6 milioni di dollari. Vi ha richiamato 365 000 spettatori nel corso della sua prima settimana di programmazione, mentre 1,3 milioni in un mese.

### Critica
È stato promosso anche dalla critica.

## Riconoscimenti
- 2025 – Premio César[5]
  - Candidatura per il miglior film
  - Candidatura per il migliore attore a Benjamin Lavernhe
  - Candidatura per la migliore attrice non protagonista a Sarah Suco
  - Candidatura per la migliore promessa maschile a Pierre Lottin
  - Candidatura per la migliore sceneggiatura originale a Emmanuel Courcol e Irène Muscari
  - Candidatura per il miglior montaggio a Guerric Catala
  - Candidatura per il miglior sonoro a Pascal Armant, Sandy Notarianni e Niels Barletta